# 国鉄7800形蒸気機関車

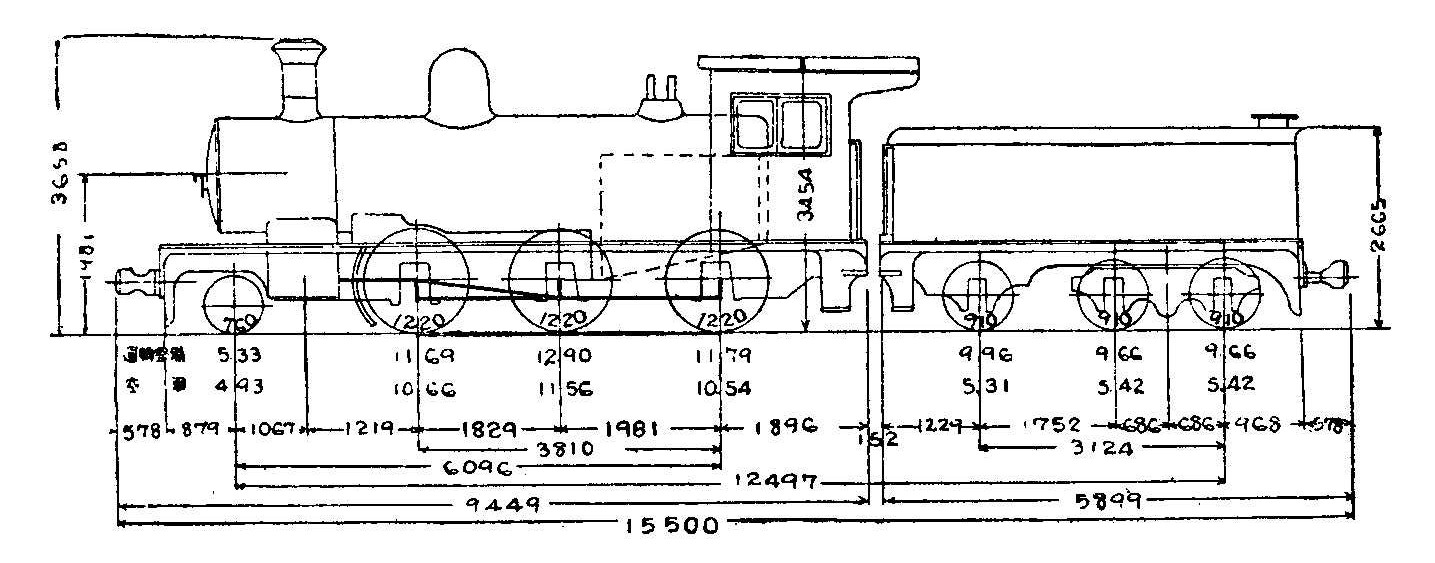
形式図

7800形は、かつて日本国有鉄道の前身たる鉄道作業局・鉄道院・鉄道省に在籍したテンダ式蒸気機関車である。

## 概要
元は、初代北海道鉄道が1904年（明治37年）にイギリスのノース・ブリティッシュ・ロコモティブ)で6両（製造番号16342 - 16347）を製造した車軸配置2-6-0(1C)形で2気筒単式のテンダ機関車である。北海道鉄道ではC2形（12 - 17）と称し、ベイヤー・ピーコックより購入したC1形（後の鉄道院7700形7712，7713）と同等である。外観上は、開放的な運転室だったC1形に対して、酷寒地用としてより密閉度の高い方式とされており、火室形状も通常のストレート形で、特徴となっている。
国有化後の1909年（明治42年）に制定された鉄道院の車両形式称号規程では、7800形（7802 - 7807）となったが、その後も引き続き北海道で使用され、1932年（昭和7年）3月に全車が廃車になり、保存されることなく解体された。
なお、本形式のうち、当初含まれた7800と7801は、もと関西鉄道の30形（電光 122，123）であるが、本来7850形に編入されるべきだったもので、1913年（大正2年）8月に7850形（7860，7861）に改称され、以降欠番となった。

## 主要諸元
- 全長 : 15,500mm
- 全高 : 3,658mm
- 全幅 : 2,438mm
- 軌間 : 1,067mm
- 車軸配置 : 2-6-0(1C)
- 動輪直径 : 1,220mm
- 弁装置 : スチーブンソン式アメリカ型
- シリンダー（直径×行程） : 432mm×559mm
- ボイラー圧力 : 12.0kg/cm2
- 火格子面積 : 1.49m2
- 全伝熱面積 : 84.0m2
  - 煙管蒸発伝熱面積 : 74.9m2
  - 火室蒸発伝熱面積 : 9.1m2
- ボイラー水容量 : 3.4m3
- 小煙管（直径×長サ×数） : 45mm×3,204mm×186本
- 機関車運転整備重量 : 42.10t
- 機関車空車重量 : 38.10t
- 機関車動輪上重量（運転整備時） : 36.74t
- 機関車動輪軸重（第1動輪上） : 13.11t
- 炭水車重量（運転整備） : 29.45t
- 炭水車重量（空車） : 16.33t
- 水タンク容量 : 10.0m3
- 燃料積載量 : 3.12t
- 機関車性能
  - シリンダ引張力（0.85P）: 8,720kg
- ブレーキ装置 : 手ブレーキ、蒸気ブレーキ